# Chatillo de Bilbao
Agustín Cabrera García (Deusto, 25 de mayo de 1891 - Basurto, 29 de abril de 1949) fue un novillero, banderillero y torero[cita requerida] español más conocido como Chatillo de Bilbao.

## Juventud
Nace en Deusto el 25 de mayo de 1891. Sus padres Silverio Antonio Cabrera y Francisca García Castro eran dos inmigrantes de origen granadino y malagueño respectivamente que se establecieron en Portugalete en torno a 1875. Sobre 1880 la familia cambia su residencia a Deusto donde Chatillo de Bilbao viviría sus primeros años hasta que cerca de 1900 la familia volvería a cambiar su residencia para ir al barrio bilbaíno de Abando. 